# NGC 3829
NGC 3829 est une galaxie spirale barrée située dans la constellation de la Grande Ourse. NGC 3829 a été découverte par l'astronome germano-britannique William Herschel en 1789.

## Caractéristiques
Sa vitesse par rapport au fond diffus cosmologique est de 5 865 ± 13 km/s, ce qui correspond à une distance de Hubble de 86,5 ± 6,1 Mpc (∼282 millions d'al).
La classe de luminosité de NGC 3829 est II.

## Paire de galaxies
Selon E.L. Turner, les galaxies NGC 3824 et NGC 3829 forment une paire de galaxies rapprochées.